# Cucullia anthocharis
Cucullia anthocharis là một loài bướm đêm trong họ Noctuidae.